# O Bravo Guerreiro
O Bravo Guerreiro é um filme brasileiro de 1969 dirigido por Gustavo Dahl.

## Enredo
Miguel Horta (Paulo César Pereio), jovem deputado do Partido Radical, vai ao encontro do chefe do Partido Nacional Virgílio (Cesar Ladeira), governista, acompanhado do senador Augusto (Mário Lago), eminência parda do partido que domina o poder. Devido a um atraso, encontram o líder governista em sua sauna particular, onde discutem a transferência de Miguel. Apesar de algumas divergências, Miguel consegue se impor, com a ajuda de Augusto, fazendo ver a existência de um ponto comum – o bem da causa pública. Em seguida rompe com os radicais, numa reunião em que é advertido dos perigos da traição.
Chegando em casa, sua esposa Clara Horta (Maria Lúcia Dahl) lhe avisa que foi muito procurado, perguntando o que aconteceu. Miguel afasta Clara do problema e ela reclama de se sentir uma intrusa na vida dele. Após o jantar devem sair, mas os cabos eleitorais telefonam exigindo explicações a ele cancela a saída. Já em sua casa, os sindicalistas o previnem contra as velhas raposas “nacionais”, mas Miguel argumenta que é necessário encontrar novos caminhos, afirmando que terminará conseguindo a aprovação de seu projeto de lei.
No plenário da Câmara de Deputados, sob um discurso patriótico de um “radical” chamado Ferreira (Antônio Victor), Miguel negocia com Augusto a vinculação da aprovação da sua lei à de uma lei de inquilinato que lhe desagrada.
Com a ausência de Miguel, o alto-comando “nacional” discute, num restaurante, as acusações feitas pelo grande rival Conrado Frota (Ítalo Rossi), que pretende ser Governador da Província. Procurando ganhar tempo, pensam numa negociação que seria levada a cabo por Miguel, graças a seu pouco compromisso com o Partido Nacional. Durante a visita de O'Finney (David Drew Zingg), um senador americano, a um grande estaleiro, o Governador (Angelito Mello) mostra a Augusto que está recebendo pressões e que a lei de Miguel precisa ser “esvaziada”. Enquanto isso, Miguel negocia com Conrado e o senador O'Finney ouve opiniões sobre a situação do país. No final, Conrado faz ver a Miguel que seu projeto terá o conteúdo modificado, mas o jovem deputado não acredita.
Passeando pelos jardins de sua casa, Augusto mostra um “novo” projeto de lei a Miguel, que percebe a total incoerência com o original e se recusa a levá-lo para frente. Augusto procura mostrar os compromissos do Governador, mas Miguel argumenta que também os tem e acaba rompendo com os “nacionais”.
Miguel sai à procura de Conrado e o encontra numa boate. Oferece sua colaboração, mas Conrado recusa, revelando que não necessita de ninguém e que, por sua inconstância, Miguel havia se transformado num peso morto. Tendo bebido bastante, Miguel faz a corte à Linda (Isabella), a mulher de Conrado, e termina passando a noite com ela.
Na manhã seguinte, quando Miguel tenta conciliar as acusações de Clara, recebe a visita de um cabo eleitoral que lhe diz que alguns pelegos estavam tentando derrubar a diretoria do Sindicato, sob a alegação de que a sua lei pretendia criar um conflito com os donos das fábricas. Apesar dos apelos de Clara, Miguel vai para o Sindicato, onde os trabalhadores estão reunidos em assembleia geral.
Na assembleia, quando o presidente do sindicato Honório (Joseph Guerreiro) consegue superar a situação criada pelas acusações de um pelego (Hugo Carvana), Miguel insiste em falar, começando um discurso no qual narra toda a sua trajetória e termina dizendo que não é o mais indicado para defender os sindicalizados, pois eles devem falar diretamente com os adversários.
Enquanto reina o tumulto no plenário, Miguel percebe toda sua inoportunidade e estranheza àquele mundo e foge. Ao voltar a seu apartamento, Miguel descobre que Clara o deixou. Miguel percorre o apartamento vazio, olha o mar de seu terraço, se decide, e vai até a escrivaninha, onde pega um revólver e encosta o cano no céu da boca. A imagem de Miguel, com o cano do revólver na boca, olhando para a plateia, escurece até ficar totalmente negra.

## Elenco
- Paulo César Pereio como Miguel Horta
- Mário Lago como Augusto
- Ítalo Rossi como Conrado Frota
- Maria Lúcia Dahl como Clara Horta
- Milton Gonçalves como sindicalista
- Cesar Ladeira como Virgílio
- Paulo Gracindo como Péricles
- Joseph Guerreiro como Honório
- David Drew Zingg como Senador O'Finney
- Angelito Mello como Governador
- Hugo Carvana como Pelego
- Carlos Vereza como Rodrigues